# 幸福のスープはいかが?
『幸福のスープはいかが?』（しあわせのスープはいかが）は、2009年にNHKと香港電台 (RTHK) が共同製作したテレビドラマである。中国語タイトルは『幸福的味道』である。

## 放送時間
- NHK総合テレビジョン
  - 前編：2009年3月26日
  - 後編：2009年3月27日

## キャスト
- 田尾哲也 - 成宮寛貴
- 林美蘭 - 劉心悠
- 田尾美恵子 - 風吹ジュン
- 田尾茂雄 - 塩見三省
- 美蘭の祖父 - 午馬
- 美蘭の母 - 元秋（中国語版、広東語版）
- 同級生 - 山崎裕太
- 漁協の人1 - 森崎博之
- 漁協の人2 - 音尾琢真
- 仙法志のじいさん - 山崎満
- 君江・讃岐ことば指導 - 椿原幹子
- 哲也（幼少期） - 室岡優吾
- 香菜 - 松岡舞華
- 標おじさん - 何貴林（中国語版）
- 常連客・劉 - 林小湛
- 常連客・陳 - 潘卓明
- 美蘭の祖母 - 高爾衍

## スタッフ
- 制作統括 - 六山浩一、蔡貞停
- プロデューサー・脚本 - 羅志華（中国語版）
- 演出 - 福井充広、馮家鍵
- 音楽 - 森英治
- 製作著作 - NHK、RTHK